# Franklin County (Virginia)
Franklin County ist ein County im Bundesstaat Virginia der Vereinigten Staaten. Bei der Volkszählung im Jahr 2020 hatte das County 54.477 Einwohner und eine Bevölkerungsdichte von 30,4 Einwohnern pro Quadratkilometer. Der Verwaltungssitz (County Seat) ist Rocky Mount. Das County gehört zu den Dry Countys, was bedeutet, dass der Verkauf von Alkohol eingeschränkt oder verboten ist.

## Geographie
Franklin County liegt im mittleren Südwesten von Virginia, ist im Süden etwa 40 km von North Carolina entfernt und hat eine Fläche von 1843 Quadratkilometern, wovon 50 Quadratkilometer Wasserfläche sind. Das County ist in mehrere Distrikte aufgeteilt: Blackwater, Blue Ridge, Boones Mill, Gills Creek, Rocky Mount, Snow Creek, Union Hall, Ferrum, Glade Hill und Penhook  Es grenzt im Uhrzeigersinn an folgende Countys: Bedford County, Pittsylvania County, Henry County, Patrick County, Floyd County und Roanoke County.

## Geschichte
Gebildet wurde es 1785 aus Teilen des Bedford County, Henry County und Patrick County. Benannt  wurde es nach einem der Gründungsväter der Vereinigten Staaten Benjamin Franklin. Das County war die Heimat des Konföderierten-Generals Jubal Anderson Early sowie von Booker T. Washington, einem Sklaven, der zu einem der wichtigsten Vertreter der Menschenrechte werden sollte. Posey Rorer, ein bedeutender Country-Musiker, stammt ebenfalls aus dem Franklin County.

## Demografische Daten

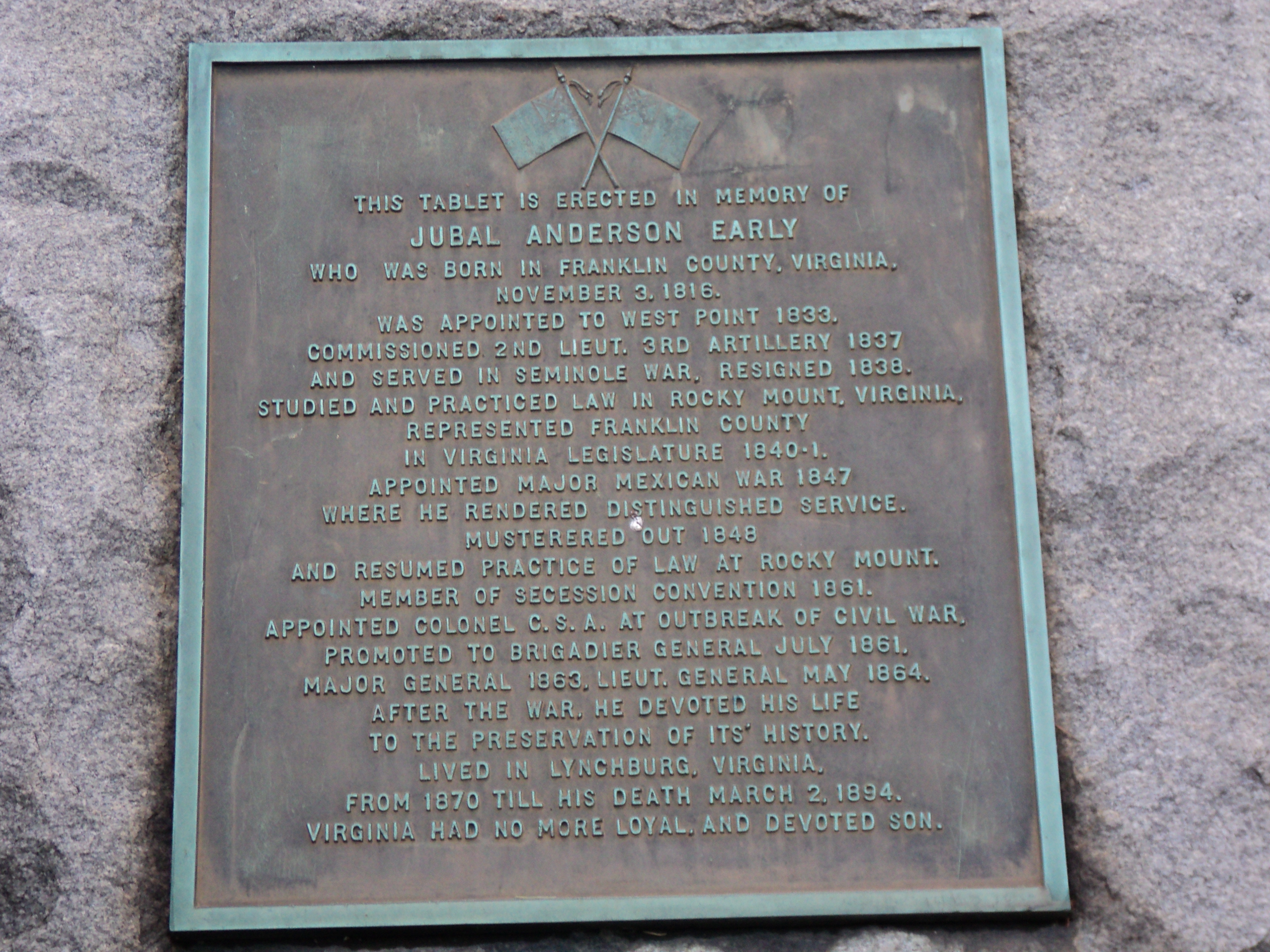
Gedenktafel am Franklin County Courthouse an Jubal Anderson Early, General der Konföderierten

Alterspyramide des Franklin County

Nach der Volkszählung im Jahr 2000 lebten im Franklin County 47.286 Menschen in 18.963 Haushalten und 13.918 Familien. Die Bevölkerungsdichte betrug 26 Einwohner pro Quadratkilometer. Ethnisch betrachtet setzte sich die Bevölkerung zusammen aus 88,95 Prozent Weißen, 9,35 Prozent Afroamerikanern, 0,19 Prozent amerikanischen Ureinwohnern, 0,36 Prozent Asiaten, 0,02 Prozent Bewohnern aus dem pazifischen Inselraum und 0,42 Prozent aus anderen ethnischen Gruppen; 0,71 Prozent stammten von zwei oder mehr Ethnien ab. 1,21 Prozent der Bevölkerung waren spanischer oder lateinamerikanischer Abstammung.
Von den 18.963 Haushalten hatten 29,1 Prozent Kinder und Jugendliche unter 18 Jahre, die bei ihnen lebten. 60,1 Prozent waren verheiratete, zusammenlebende Paare, 9,4 Prozent waren allein erziehende Mütter, 26,6 Prozent waren keine Familien, 22,6 Prozent waren Singlehaushalte und in 8,9 Prozent lebten Menschen im Alter von 65 Jahren oder darüber. Die Durchschnittshaushaltsgröße betrug 2,44 und die durchschnittliche Familiengröße lag bei 2,84 Personen.
Auf das gesamte County bezogen setzte sich die Bevölkerung zusammen aus 22,2 Prozent Einwohnern unter 18 Jahren, 8,1 Prozent zwischen 18 und 24 Jahren, 28,2 Prozent zwischen 25 und 44 Jahren, 27,2 Prozent zwischen 45 und 64 Jahren und 14,3 Prozent waren 65 Jahre alt oder darüber. Das Durchschnittsalter betrug 40 Jahre. Auf 100 weibliche Personen kamen 97,2 männliche Personen. Auf 100 Frauen im Alter von 18 Jahren oder darüber kamen statistisch 96,3 Männer.
Das jährliche Durchschnittseinkommen eines Haushalts betrug 38.056 USD, das Durchschnittseinkommen der Familien betrug 45.163 USD. Männer hatten ein Durchschnittseinkommen von 29.807 USD, Frauen 22.215 USD. Das Prokopfeinkommen betrug 19.605 USD. 7,3 Prozent der Familien und 9,7 Prozent der Bevölkerung lebten unterhalb der Armutsgrenze. Davon waren 12,7 Prozent Kinder oder Jugendliche unter 18 Jahre und 9,8 Prozent waren Menschen über 65 Jahre.